# Mitologie Bushongo
În mitologia Bushongo, Bumba este zeul cerului, creatorul suprem, creatorul a tot ceea ce cunoaștem. La început, lumea era cufundată în întuneric, dar Bumba a creat lumea din apa în care trăia. A creat Soarele și a răspândit lumina. Căldura degajată de Soare a făcut ca apa să se evapore pe alocuri și să apară uscatul. A creat apoi luna și stelele, ca noaptea să fie, de asemenea, luminată. După aceea, a creat nouă animale : un leopard, un vultur, un crocodil, un pește mic (Yo), o broască-țestoasă, o muscă Tsetse (Ray, care a fost alungată de pe Pământ deoarece cauza multe probleme), un stârc alb, un gândac și o capră. Apoi, i-a creat pe cei 3 fii ai săi : Nyonye Ngana, Chongannda și Chedi Bumba. Toate acestea, animale și oameni, au creat tot ce a mai rămas de creat, fiecare după specializarea sa. Când lucrarea de creație a fost terminată, Bumba a mers printre oameni și le-a zis : "Toate aceste minunății vă aparțin".
Bonazi
O zeitate antică Bushongo.